# Jimmy Wales
Jimmy Donal (Jimbo) Wales (Huntsville (Alabama), 8 augustus 1966) is een Amerikaanse internetondernemer. Hij is bekend geworden als medeoprichter van Wikipedia en als voormalig voorzitter van de Wikimedia Foundation. Wales hielp met het oprichten van internetbedrijf Bomis Incorporated en was er aandeelhouder en directeur.

## Levensloop
Wales ging naar een kleine privéschool, die door zijn moeder en zijn grootmoeder werd geleid, maar haalde in 1983 aan de Randolph School te Huntsville zijn eindexamen. Hij studeerde daarna economie aan de universiteit van Auburn, waar hij zijn bachelordiploma haalde en vervolgens aan de University of Alabama, waar hij zijn masterdiploma haalde. Wales werd in 1994 toegelaten bij de Universiteit van Indiana om te gaan promoveren, maar hij besloot om als optiehandelaar in Chicago te gaan werken. Hij verhuisde in 1998 met zijn vrouw Christine naar Californië, waar hij met twee anderen een internetbedrijf begon: het zoekportaal Bomis.
Wales gaf van 1999 tot 2001 leiding aan het project Nupedia, waaraan hij met filosoof Larry Sanger werkte. Hij begon vervolgens een online encyclopedie onder de GFDL-licentie volgens het wiki-principe en richtte in 2003 de Wikimedia Foundation op.
Hij hield in 2005 mede toezicht op het experiment Wikitorial bij de Los Angeles Times.
Wales woont sinds 2012 in Londen en kreeg in 2019 het Brits staatsburgerschap.

## Onderscheidingen
Wales kreeg verschillende onderscheidingen.
- Hij ontving in 2011 de Zwitserse Gottlieb-Duttweilerprijs vanwege zijn drang om kennis te delen.
- Hij werd twee jaar later door de Internet Society in de Internet Hall of Fame opgenomen. Dat was voor zijn bijdrage aan het internet.
- Hij was op 15 januari 2015 in Amsterdam aanwezig bij een symposium van de KNAW. Dat ging over Wikipedia als onderzoeksinstrument. Er werd bij die gelegenheid aangekondigd dat Wikipedia en haar vrijwilligers de Erasmusprijs 2015 toegekend hadden gekregen. Een dag later ontving hij een eredoctoraat van de Universiteit Maastricht.[4]

## Foto's

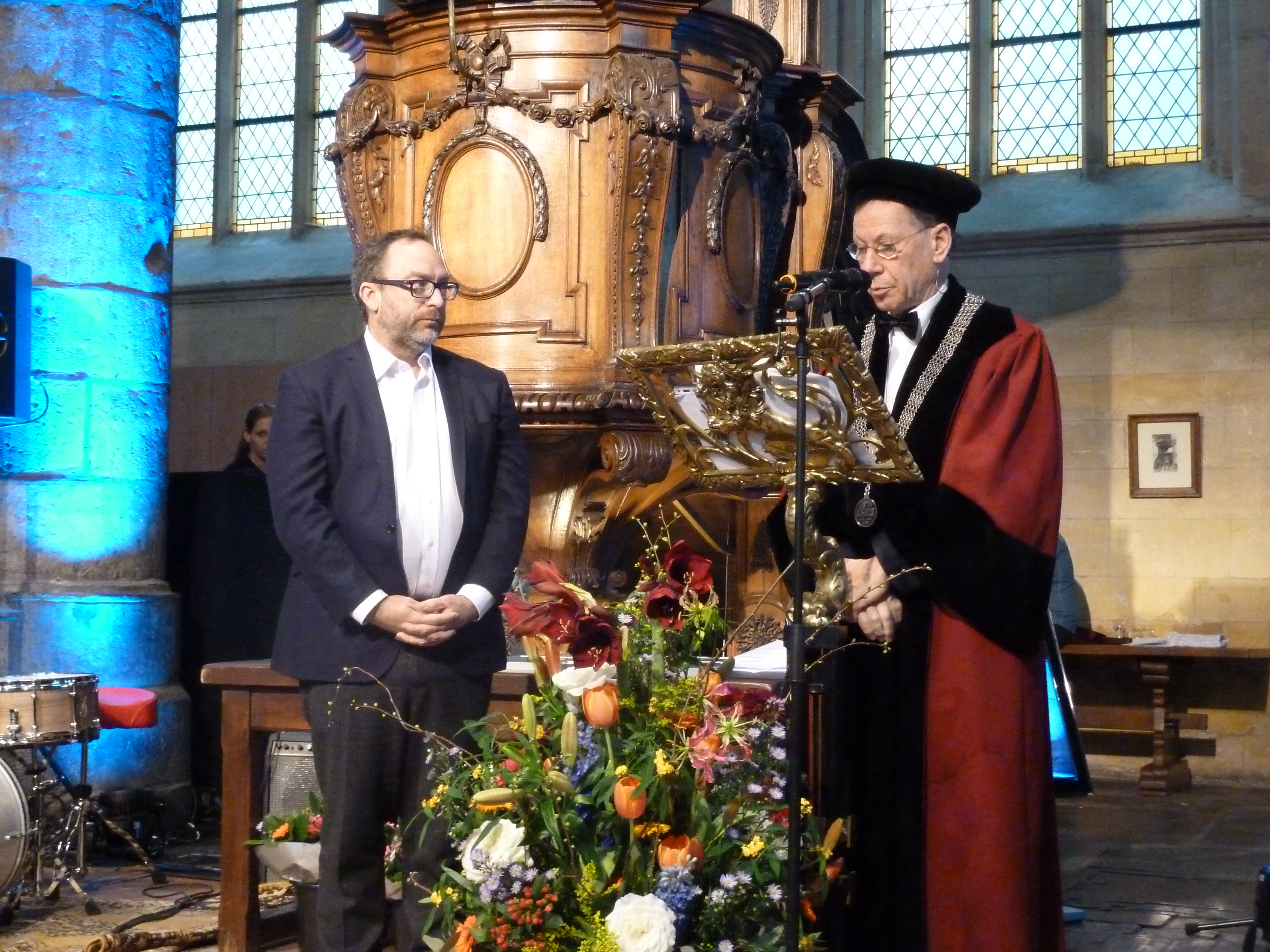
Jimmy Wales ontving in 2015 een eredoctoraat van de Universiteit van Maastricht.
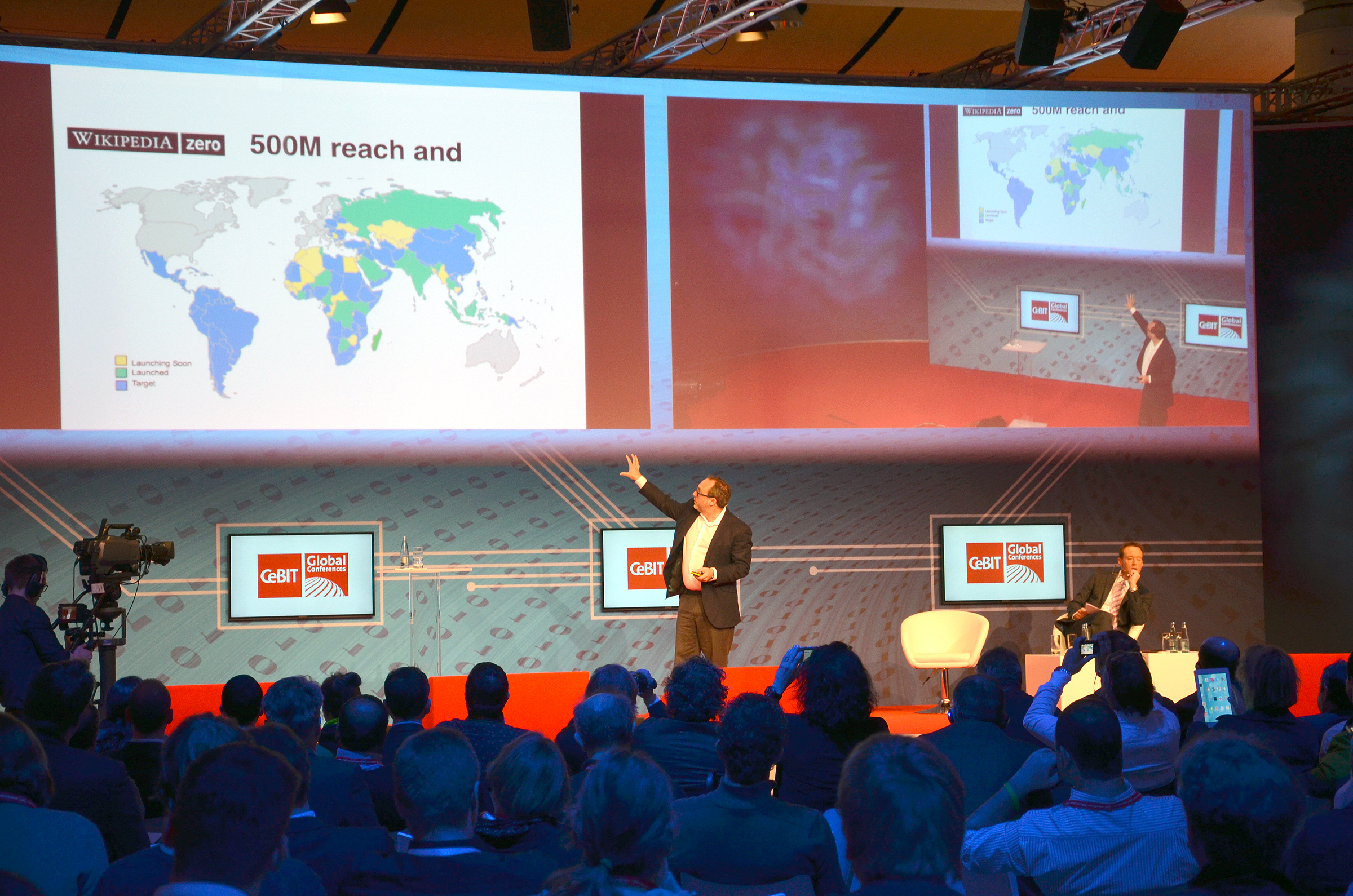
Wales op de Global Conferences van CeBIT, 2014
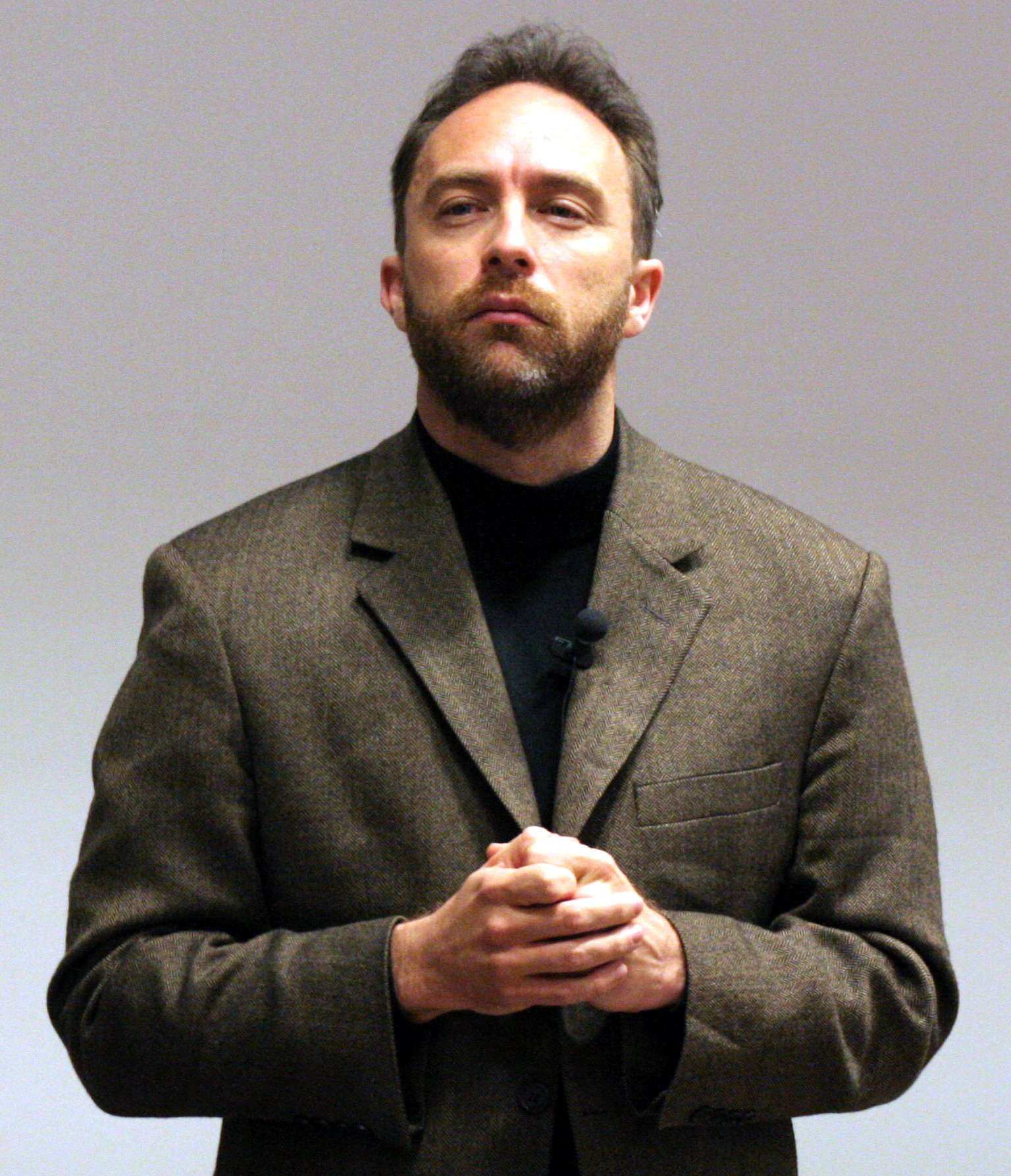
Wales in 2011
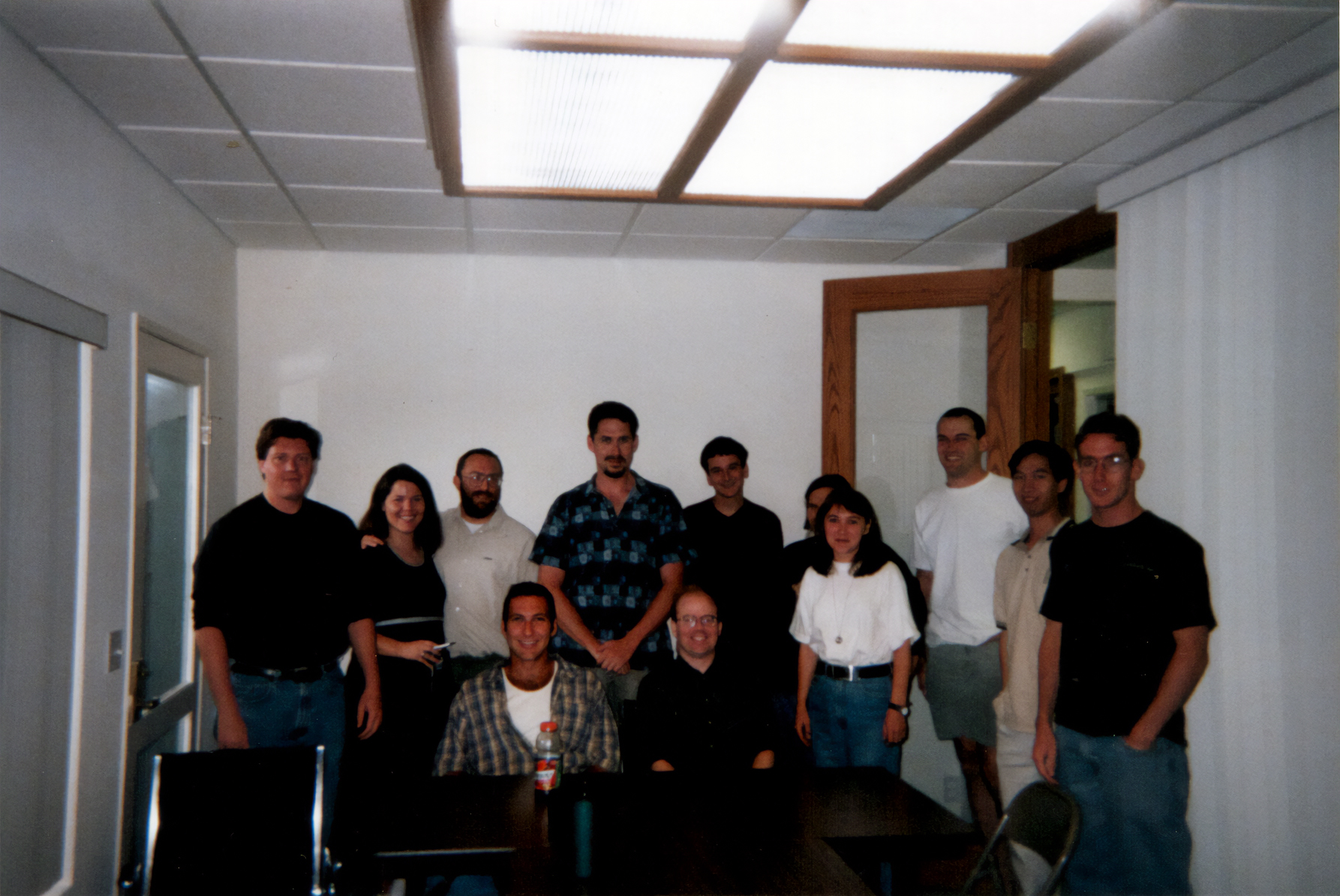
Wales met de staf van Bomis in 2000, derde van links, achterste rij